# Limnophora marginata
Limnophora marginata är en tvåvingeart som beskrevs av Stein 1904. Limnophora marginata ingår i släktet Limnophora och familjen husflugor. Inga underarter finns listade i Catalogue of Life.